# Holguín
Holguín je město ve východní části Kuby, středisko stejnojmenné provincie. Je známé také pod přezdívkou „Kubánské město parků“ (Ciudad cubana de los parques).
Holguín se nachází ve vnitrozemí, avšak poblíž místa, kde přistál roku 1492 Kryštof Kolumbus. Místo bylo osídleno už od 16. století.
Funguje zde mezinárodní letiště Frank País a končí zde odbočná trať z magistály Havana - Santiago de Cuba.
Slavným obyvatelem města byl spisovatel Reinaldo Arenas, který zde prožil mládí.